# Kapel aan Zee
Kapel aan Zee (ook wel Visserskapel) is een bakstenen gebouw uit 1647 met houten toren op het dak met open achtkante kapel. Het gebouw ligt aan de Hoofdstraat 96 in Noordwijk in de Nederlandse provincie Zuid-Holland.

## Geschiedenis
- ca. 1320: bouw kapel
- 1573: verwoesting kapel door de Spanjaarden tijdens de tachtigjarige oorlog
- 1593: toestemming verkoop materialen van kerk
- 1647: bouw huidige NH Kapel (driezijdig gesloten zaalkerk)
- 1689: houten toren
- 1850: herstel toren na stormschade
- 1901: ingrijpende wijziging (aanbrengen zijgevel)
- 1905: herstel toren in renaissancestijl
- 1921: gemeentebestuur laat nieuw uurwerk plaatsen in toren
- 1927: nieuwe kerkruimte aangebouwd aan achterzijde
- 8 augustus 1928: in gebruik name kerk
- 1967: toewijzing rijksmonument
- 1967-1969: restauratie oude gedeelte
- 1970: orgel overgeplaatst naar Noordwijk
- 2002: restauratie orgel
- eind 2008: kerk wordt ingericht als om de 4 of 5 dagen per week te gebruiken als woonwinkel, designstudio en kunstgalerie

## Orgel
Het orgel met hoofdwerk en bovenwerk is in 1817 gemaakt door A. Meere voor de Doopsgezinde Kerk in Deventer. Na een tijdelijk verblijf in de Hervormde Kerk van Middelie is in 1970 het orgel overgeplaatst naar Noordwijk. In 2002 onderging het orgel een restauratie.

## Foto's

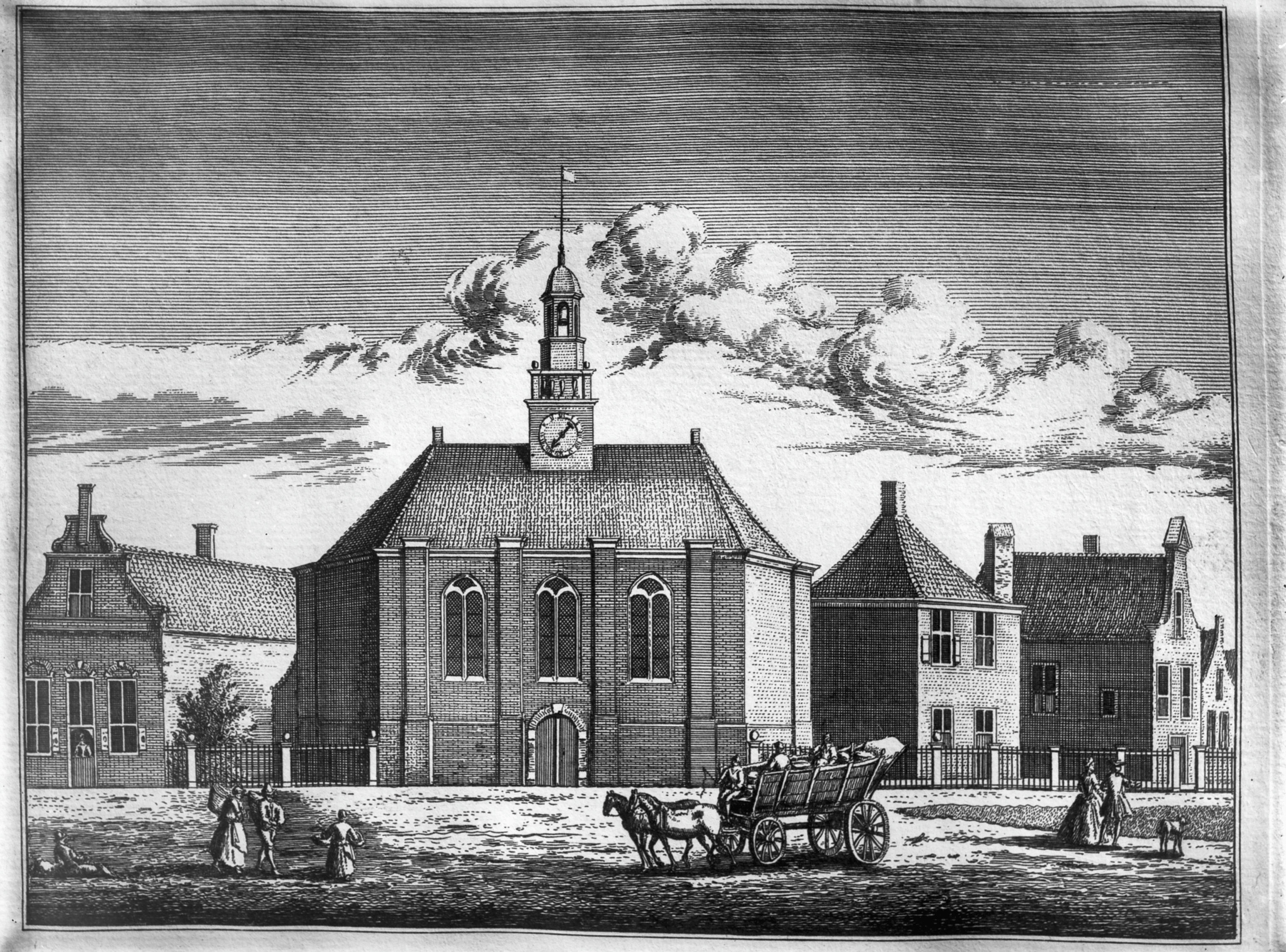
gravure van de kerk uit de 18e eeuw
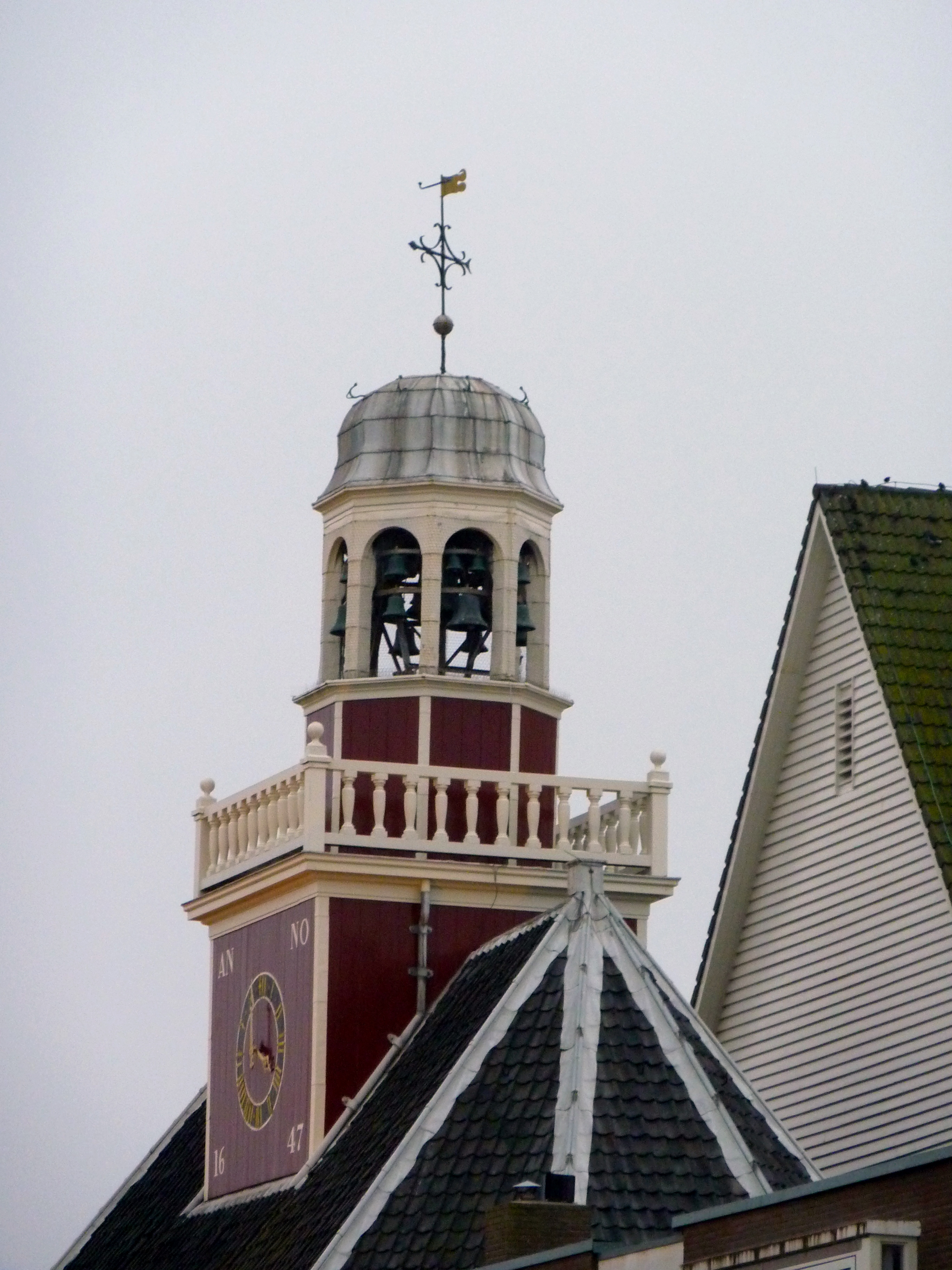
dakstoren